# 仪器分析

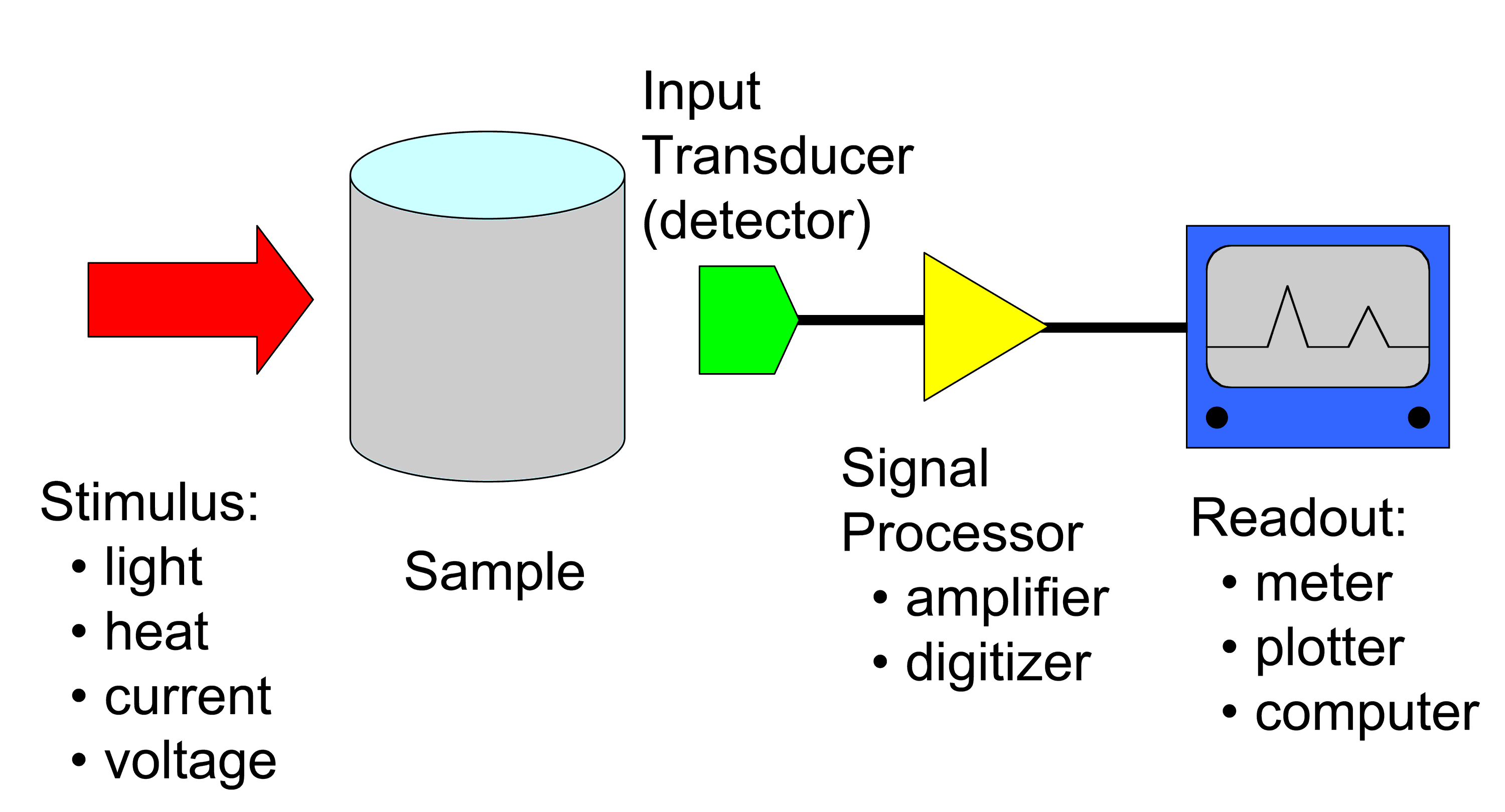
理想分析仪器组成示意图。包括信号输入、样品室、检测器、信号放大器、记录系统

儀器分析法(instrument analysis)，相對於化學分析法或其它, 儀器分析是用儀器的物理學方法, 測量物質的物理和化學性質的参數, 並實驗其變化, 以此判斷其化學成份, 元素含量, 甚至化學結構等。

## 分析法
- 光學分析法
- 電化學分析法
- 光譜分析法
- 原子吸收光譜法
- 原子熒光光譜法
- α質子-X射線光譜儀
- 毛細管電泳分析儀
- 色譜法
- 比色法
- 循環伏安法
- 差示掃描量熱法
- 電子順旋共振儀
- 電子自旋共振
- 橢圓偏振技術
- 場流分離
- 傳式轉換紅外線光譜術
- 氣相色譜法
- 氣相色譜法-質譜聯用
- 高效液相色譜法
- 液相色譜法-質譜聯用
- 離子微探針
- 感應耦合電漿
- 選擇性電極
- 激光誘導擊穿光譜儀
- 質譜儀
- 穆斯堡爾譜學
- 核磁共振
- 粒子誘發X-射線產生
- 熱裂解-氣相色譜-質譜儀
- 拉曼光譜
- 折射率
- 共振增強多光子電離譜
- 掃瞄穿透X射線顯微鏡
- 薄层色谱法
- 透射电子显微镜法
- X射线晶体学
- X射線熒光光譜儀
- X射線顯微鏡

## 優點
- 可反覆重做多次
- 可實施自動化
- 操作簡便

## 外参考
- http://www.foodmate.net/lesson/23/0.ppt#258,5,一、什麽是仪器分析